# Associazione Calcio Riunite Messina 1992-1993
Questa voce raccoglie le informazioni riguardanti l'Associazione Calcio Riunite Messina nelle competizioni ufficiali della stagione 1992-1993.

## Stagione
Nella stagione 1992-1993 il Messina, retrocesso dalla serie cadetta, disputa il girone B del campionato di Serie C1, ottenendo  il dodicesimo posto in classifica con 29 punti, un solo punto sopra il Casarano retrocesso con Siracusa ed Ischia. 
Il Messina in questa stagione è affidato all'allenatore Pietro Ruisi. Vengono ceduti i giocatori più forti della passata stagione (Simoni, Gabrieli, De Trizio, Bonomi, Dolcetti, Breda, Ficcadenti, Sacchetti, Protti); tra i migliori restano solo i difensori Marino, che però è ormai a fine carriera, e Miranda, il quale però si infortuna gravemente nel precampionato e deve dire addio al calcio professionistico. 
Il Messina disputa un torneo di basso profilo, raccoglie 16 punti nel girone di andata chiuso a metà classifica, mentre nel girone di ritorno con 13 punti fa peggio di tutti. A metà aprile viene esonerato il tecnico Ruisi, sostituito dalla coppia formata da Gianni Anna e Tonino Colomban, che guidano il Messina nelle ultime sei partite di campionato ottenendo 6 punti. La squadra giallorossa salva la categoria pareggiando all'ultima giornata un'infuocata partita sul campo dell'Ischia, dove pure subisce minacce nel prepartita ed un'incredibile aggressione fisica a fine gara da parte di alcuni tifosi e giocatori avversari. 
Nella Coppa Italia nazionale il Messina perde in casa il primo turno in gara unica contro il Cesena: la partita si è giocata in campo neutro a Reggio Calabria e al termine dei tempi supplementari terminati col punteggio di 1-1 non si sono tirati i calci di rigore per sopraggiunta oscurità e mancato funzionamento dell'impianto di illuminazione, per cui  è stata assegnata la vittoria (0-2) a tavolino al Cesena. Nella Coppa Italia di Serie C il Messina, da retrocessa dalla Serie B, entra in scena dal terzo turno, ma viene subito eliminato nel doppio confronto con il Catania.
Purtroppo la salvezza ottenuta sul campo non basta perché in piena estate il Messina e il Catania vengono radiati per inadempienze con la COVISOC e con la Lega, per cui il Messina deve mestamente ripartire dal campionato nazionale dilettanti con una nuova società. A seguito della radiazione, Salvatore Massimino (che dal febbraio 1993 era rientrato nell'A.C.R.) ed altre quattro persone - tra cui il figlio Massimo - furono arrestati nell'ambito di un'inchiesta giudiziaria avviata dalla Procura della Repubblica di Messina con l'accusa di tentata truffa ai danni del Comune di Messina, in base alla quale l'imprenditore catanese avrebbe tentato di vendere all'Ente degli alloggi popolari costruiti dalla sua ditta in località Tremonti, a un prezzo superiore al valore di mercato, e gli stessi inquirenti sostennero la tesi secondo cui la mancata cessione degli immobili spinse Massimino per vendetta a non volere iscrivere il club peloritano al campionato di C1 del 1993-94. Tuttavia l'inchiesta denominata "Tremonti" si concluse con l'assoluzione di tutti gli imputati in primo grado con sentenza emessa il 20 novembre 1995.

## Rosa
| N. |                   | Ruolo | Calciatore          |
| -- | ----------------- | ----- | ------------------- |
|    | Italia (bandiera) | P     | Fabrizio Pisano     |
|    | Italia (bandiera) | D     | Tiberio Ancora      |
|    | Italia (bandiera) | D     | Giovanni Deogratias |
|    | Italia (bandiera) | D     | Raniero Di Cunzolo  |
|    | Italia (bandiera) | D     | Raimondo Marino     |
|    | Italia (bandiera) | D     | Giuseppe Morisco    |
|    | Italia (bandiera) | D     | Antonio Schio       |
|    | Italia (bandiera) | D     | Diego Toledo        |
|    | Italia (bandiera) | D     | Giuseppe Vecchio    |
|    | Italia (bandiera) | C     | Pierangelo Avanzi   |
|    | Italia (bandiera) | C     | Marco Carrara       |

| N. |                   | Ruolo | Calciatore           |
| -- | ----------------- | ----- | -------------------- |
|    | Italia (bandiera) | C     | Aldo Dolcetti        |
|    | Italia (bandiera) | C     | Augusto Gentilini    |
|    | Italia (bandiera) | C     | Pasquale Logarzo     |
|    | Italia (bandiera) | C     | Giuseppe Troise      |
|    | Italia (bandiera) | A     | Angelo Agliuzza      |
|    | Italia (bandiera) | A     | Mirco Battistella    |
|    | Italia (bandiera) | A     | Marco Sergio Limetti |
|    | Italia (bandiera) | A     | Mauro Meluso         |
|    | Italia (bandiera) | A     | Carmelo Puglisi      |
|    | Italia (bandiera) | A     | Roberto Putelli      |
|    | Italia (bandiera) | A     | Giovanni Sorce       |

## Risultati

### Campionato

#### Girone di andata
| Arbitro: | Treossi (Forlì) |

|  |           |                |
|  | Marcatori | 32’ D. Moretti |

| Arbitro: | Tombolini (Ancona) |

|              |           |             |
| Labadini 86’ | Marcatori | 26’ Putelli |

| Arbitro: | Ercolino (Cassino) |

|                             |           |  |
| Battistella 55’ Putelli 90’ | Marcatori |  |

| Arbitro: | Lana (Torino) |

|                                      |           |  |
| Cecconi 39’ Favo 84’ Buoncammino 86’ | Marcatori |  |

| Messina 27 settembre 1992 5ª giornata | Messina             | 0 – 0 | Acireale | Stadio Giovanni Celeste\| Arbitro: \| Di Filippo (Chieti) \| |
| Arbitro:                              | Di Filippo (Chieti) |       |          |                                                              |

| Arbitro: | F. Bizzotto (Castelfranco Veneto) |

|                  |           |            |
| Schio 59’ (aut.) | Marcatori | 9’ Carrara |

| Arbitro: | Farina (Novi Ligure) |

|                            |           |                 |
| Putelli 3’, 9’ Logarzo 36’ | Marcatori | 74’ Cornacchini |

| Arbitro: | Masulli (Cremona) |

|                 |           |  |
| De Silvestro 7’ | Marcatori |  |

| Arbitro: | Pacifici (Roma) |

|                         |           |  |
| Pelosi 10’ Cipriani 42’ | Marcatori |  |

| Arbitro: | F. Rossi (Rovigo) |

|               |           |  |
| Algliuzza 86’ | Marcatori |  |

| Arbitro: | Bertocci (Genova) |

|                 |           |  |
| G. Bizzarri 69’ | Marcatori |  |

| Arbitro: | Bonfrisco (Monza) |

|             |           |                     |
| Limetti 64’ | Marcatori | 1’ (aut.) R. Marino |

| Arbitro: | Ciambotti (Empoli) |

|             |           |  |
| Limetti 52’ | Marcatori |  |

| Arbitro: | Domenico Messina (Bergamo) |

|                      |           |  |
| Gaetano Perrella 69’ | Marcatori |  |

| Arbitro: | M. Branzoni (Pavia) |

|                                   |           |  |
| Sorce 32’ Putelli 37’ Logarzo 90’ | Marcatori |  |

| Arbitro: | Saraz (Roma) |

|                              |           |  |
| Raggi 65’ (rig.) Lasagni 88’ | Marcatori |  |

| Arbitro: | Cirotti (Roma) |

|                                                    |           |  |
| Limetti 29’, 82’ Sorce 37’ Vecchio 69’ Putelli 75’ | Marcatori |  |

#### Girone di ritorno
| Arbitro: | Misticoni (Ascoli Piceno) |

|            |           |  |
| Cerbone 2’ | Marcatori |  |

| Arbitro: | Gregori (Piacenza) |

|                      |           |  |
| Sorce 5’ Carrara 31’ | Marcatori |  |

| Arbitro: | Treossi (Forlì) |

|                     |           |           |
| De Angelis 17’, 21’ | Marcatori | 44’ Sorce |

| Arbitro: | Nepi (Ascoli Piceno) |

|             |           |                                 |
| Limetti 33’ | Marcatori | 3’, 71’ Buoncammino 80’ Cecconi |

| Arbitro: | L. Branzoni (Pavia) |

|                      |           |  |
| Nuccio 69’ Chico 88’ | Marcatori |  |

| Messina 7 marzo 1993 23ª giornata | Messina            | 0 – 0 | Siracusa | Stadio Giovanni Celeste\| Arbitro: \| Ciambotti (Empoli) \| |
| Arbitro:                          | Ciambotti (Empoli) |       |          |                                                             |

| Arbitro: | De Santis (Tivoli) |

|          |           |             |
| Savi 12’ | Marcatori | 52’ Limetti |

| Messina 21 marzo 1993 25ª giornata | Messina         | 0 – 0 | Salernitana | Stadio Giovanni Celeste\| Arbitro: \| Treossi (Forlì) \| |
| Arbitro:                           | Treossi (Forlì) |       |             |                                                          |

| Messina 28 marzo 1993 26ª giornata | Messina         | 0 – 0 | Catania | Stadio Giovanni Celeste\| Arbitro: \| Gronda (Genova) \| |
| Arbitro:                           | Gronda (Genova) |       |         |                                                          |

| Arbitro: | Cirotti (Roma) |

|                               |           |             |
| Libro 10’ (rig.) Brescini 52’ | Marcatori | 77’ Putelli |

| Messina 18 aprile 1993 28ª giornata | Messina          | 0 – 0 | Reggina | Stadio Giovanni Celeste\| Arbitro: \| Santoruvo (Bari) \| |
| Arbitro:                            | Santoruvo (Bari) |       |         |                                                           |

| Avellino 25 aprile 1993 29ª giornata | Avellino                          | 0 – 0 | Messina | Stadio Partenio\| Arbitro: \| G. Bizzotto (Castelfranco Veneto) \| |
| Arbitro:                             | G. Bizzotto (Castelfranco Veneto) |       |         |                                                                    |

| Giarre 2 maggio 1993 30ª giornata | Giarre         | 0 – 0 | Messina | Stadio Comunale\| Arbitro: \| Calvi (Milano) \| |
| Arbitro:                          | Calvi (Milano) |       |         |                                                 |

| Arbitro: | Capraro (Cassino) |

|                                            |           |  |
| Pierangelo Avanzi 64’ Pasquale Logarzo 90’ | Marcatori |  |

| Arbitro: | M. Branzoni (Pavia) |

|                            |           |  |
| Pasa 29’, 43’ Campione 62’ | Marcatori |  |

| Arbitro: | Treossi (Forlì) |

|                   |           |                |
| Avanzi 16’ (rig.) | Marcatori | 27’ Passiatore |

| Ischia 30 maggio 1993 34ª giornata | Ischia Isolaverde  | 0 – 0 | Messina | Stadio Enzo Mazzella\| Arbitro: \| Tombolini (Ancona) \| |
| Arbitro:                           | Tombolini (Ancona) |       |         |                                                          |

## Coppa Italia
| Arbitro: | Dinelli (Lucca) |

|             |           |              |
| Vecchio 62’ | Marcatori | 50’ Gautieri |

## Coppa Italia Serie C
| Arbitro: | Longo (Paola) |

|            |           |                                      |
| Putelli 2’ | Marcatori | 25’ Susi 35’ Cipriani 70’ Di Stefano |

| Arbitro: | Fonisto (Napoli) |

|                        |           |             |
| Russo 67’ La Torre 81’ | Marcatori | 34’ Vecchio |